# Terquavion Smith
Terquavion Smith (ur. 31 grudnia 2002 w Greenville) – amerykański koszykarz, występujący na pozycjach rozgrywającego lub rzucającego obrońcy, od 2023 zawodnik Philadelphia 76ers oraz zespołu G-League – Delaware Blue Coats.
W 2021 zstał wybrany najlepszym koszykarzem szkół średnich stanu Karolina Północna (North Carolina Gatorade Player of the Year, North Carolina Mr. Basketball).
W 2023 reprezentował Philadelphia 76ers podczas rozgrywek letniej ligi NBA w Las Vegas i Salt Lake City.

## Osiągnięcia
Stan na 26 listopada 2023, na podstawie, o ile nie zaznaczono inaczej.
NCAA
- Uczestnik rozgrywek turnieju NCAA (2023)
- Zaliczony do:
  - I składu:
    - najlepszych pierwszorocznych zawodników konferencji Atlantic Coast (ACC – 2022)
    - turnieju ACC (2023)

  - II składu konferencji ACC (2023)
  - składu honorable mention ACC (2022)
- Najlepszy pierwszoroczny zawodnik ACC (6.12.2021, 13.12.2021, 21.02.2022, 7.03.2022)